# Markus Pieper (Ballonfahrer)
Markus Pieper (* 1969 in Gummersbach) ist ein deutscher Ballonfahrer aus Wiehl, Oberbergischer Kreis. Er besitzt seinen Privatpilotenschein vom Typ PPL-D seit 1995, mit heute mehr als 2000 Stunden in Gas- und Heißluftballons. Er ist seit 1999 Mitglied der deutschen Heißluftballon-Nationalmannschaft.

## Sportliche Erfolge
- Weltmeister Heißluftballon 2004
- Weltmeisterschaft Gas 2004 als Copilot mit Wilhelm Eimers 5. Platz
- Europameisterschaft Heißluftballon 2007 3. Platz[1]
- Deutscher Meister Heißluftballon 2002; 2004, 2013 2. Platz
- Vater von Jasper Pieper

## Ehrungen und Auszeichnungen
- Sportler des Jahres 2004 des DAeC in der Luftsportart Ballonsport
- Diplom Montgolfier, höchste Auszeichnung in der internationalen Sportluftfahrt[2]